# Aomar
Aomar (în arabă عمر) este o comună din provincia Bouira, Algeria.
Populația comunei este de 20.532 de locuitori (2008).